# فردریک استیر
فردریک استیر (به انگلیسی: Frederick Steiwer) سناتور سابق عضو حزب جمهوری‌خواه ایالات متحده آمریکا بود. وی در سال ۱۹۲۷ تا ۱۹۳۸ میلادی سناتور ایالت اورگن در سنای ایالات متحده آمریکا بود.